# コンパス座アルファ星
コンパス座α星 (コンパスざアルファせい、α Cir, α Circini) は、コンパス座で最も明るい恒星で3等星。
この星は、りょうけん座α2型変光星で、高速で自転しているroAp星である。